# Jakub Smug

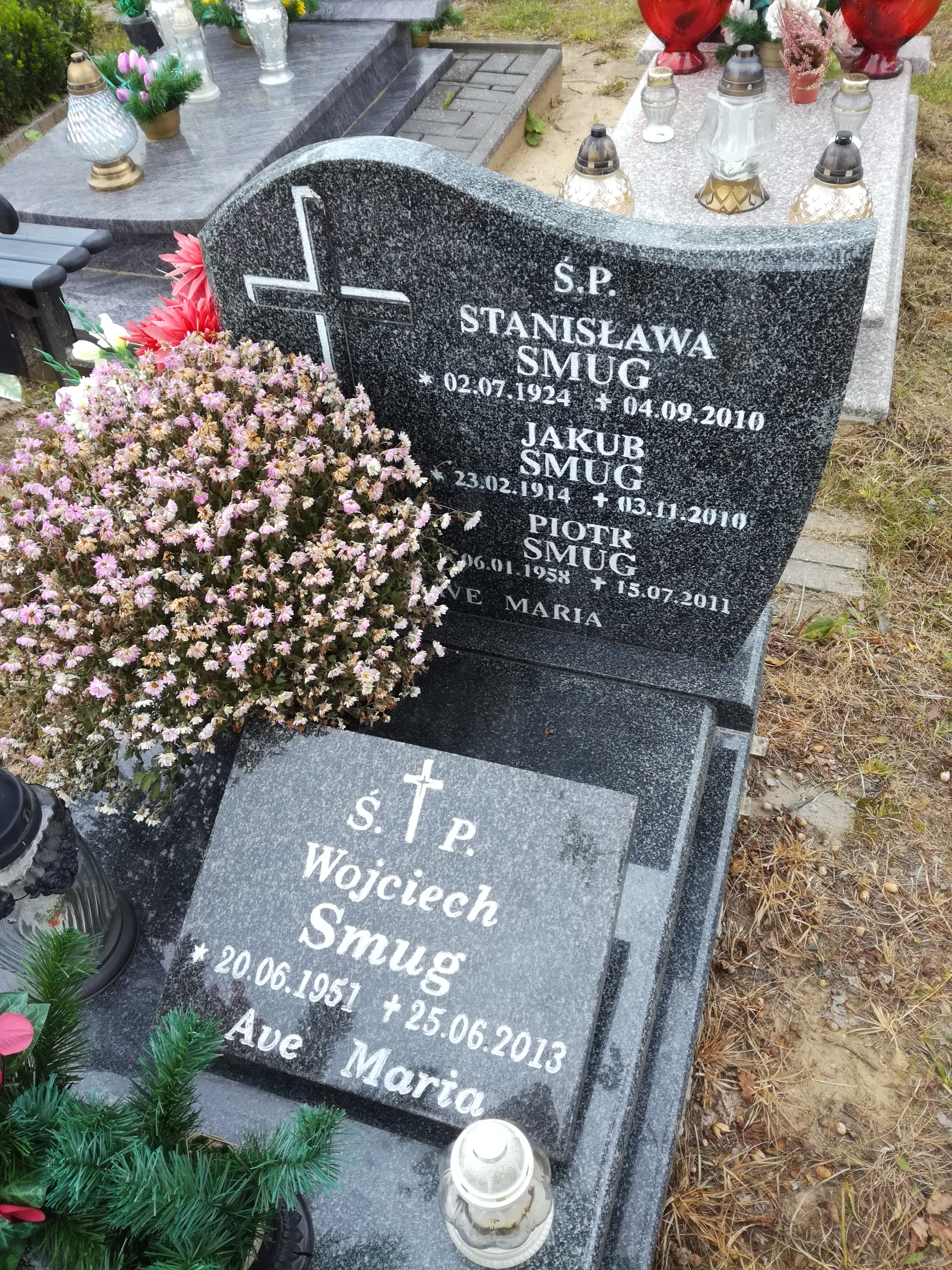
Grób Jakuba Smuga na Cmentarzu Łostowickim w Gdańsku

Jakub Smug (ur. 23 lutego 1914 we wsi Jasień, obecnie dzielnica Ustrzyk Dolnych, zm. 3 listopada 2010 w Gdańsku) – polski piłkarz.

## Kariera
Karierę sportową zaczynał w klubie Świteź Lwów. W 1937 został zawodnikiem Pogoni Stryj. Był zawodnikiem reprezentacji Lwowa. Po wybuchu II wojny światowej przebywał w Stanisławowie.
Po zakończeniu wojny kontynuował karierę piłkarską. Uczestniczył w spartakiadzie w Kijowie. Jako repatriant z Kresów Wschodnich trafił do Bytomia. występował przez kilka miesięcy w Polonii Bytom. Po kilku miesiącach przeniósł się do Wrzeszcza i rozpoczął grę w barwach Lechii Gdańsk. W 1948 wywalczył awans do ekstraklasy. W pierwszej lidze zadebiutował w marcu 1949, w wygranym 5:3 meczu Lechia Gdańsk - Ruch Chorzów. W Lechii występował do 1950. W czasie jego ostatniego występu na boisku, Lechia przegrała z Polonią Bytom 0:8. Od 1949 występował także w składzie rezerwowym klubu.
Poza karierą piłkarską zawodowo pracował jako krawiec. Odszedł na emeryturę w 1979.
23 maja 2010 na koronie stadionu Lechii Gdańsk została odsłonięta gwiazda upamiętniająca Jakuba Smuga.
Zmarł 3 listopada 2010, a 6 listopada został pochowany na Cmentarzu Łostowickim w Gdańsku.